# 引龙河农场
引龙河农场是一个位于中华人民共和国黑龙江省黑河市五大连池市的农场，亦是黑龙江省农垦北安管理局所属的一个农场。
引龙河农场总面积42151公顷，总人口1.2万人。

## 行政区划
引龙河农场下辖以下单位：
引龙河场直社区、引龙河农场第一管理区、引龙河农场第二管理区、引龙河农场第三管理区、引龙河农场第四管理区、引龙河农场第五管理区、引龙河农场第六管理区和引龙河农场第七管理区。